# Allen Stack
Allen McIntyre Stack (født 23. januar 1928 i New Haven, Connecticut, død 12. september 1999 i Honolulu på Hawaii) var en amerikansk svømmer, som deltog i to olympiske lege i tiden efter anden verdenskrig.

## Svømmekarriere
Stack specialiserede sig i rygcrawl, og han slog i juni 1948 verdensrekorden på 100 meter, der var tolv år gammel. Han var derfor stor favorit i denne disciplin ved OL 1948 i London. Han vandt sit indledende heat i bedste tid af alle, og i semifinalen var han igen hurtigst. Lige inden finalen skulle i gang havde han et problem, idet snoren i hans badebukser knækkede, mens han forsøgte at stramme dem, så bukserne var ved at glide af. Heldigvis for ham tillod starteren, at han forlod bassinet, så han kunne få andre badebukser på, og han kunne deltage i finalen uden pinlige episoder. Løbet blev noget tættere end forventet, men Stack vandt guld med en tiendedels forspring til hans landsmand Bob Cowell, der fik sølv, mens franske Georges Vallerey, Jr. fik bronze.
Ved OL 1952 i Helsinki var Stack ikke længere verdensrekordholder og måtte nøjes med en fjerdeplads på 100 m.
Han satte i alt seks verdensrekorder i sin karriere, heraf tre på langbane (100 og 200 meter rygcrawl), og han vandt i alt ti amerikanske mesterskaber. Derudover vandt han to titler ved de panamerikanske lege i 1951.

## Videre karriere
Stack gik på Yale og studerede derpå jura på Columbia Law School. Han fik senere en karriere som advokat i Honolulu.

## OL-medaljer
- 1948  London –  Guld i svømning, 100 meter ryg